# شبكة خطية

شبكة ذات طوبولوجية خطية.

الطوبولوجيا الخطية (بالإنجليزية: bus network topology)‏: تعدّ إحدى نماذج طوبولوجيا الشبكات، وهي عبارة عن هيكلة شبكة ترتبط كل نقاط الشبكة فيها بكابل واحد.

## ميزاتها
1. سهلة التركيب والتعديل.
2. التكلفة بسيطة لوجود خط واحد فقط.

## عيوبها
1. العدد محدود للنقاط لأن امتداد الخط محدود.
2. في حالة وجود خطأ في الخط الرئيسي تكون الشبكة بالكامل معطلة.
3. تعدّ أبطأ من غيرها في هيكلة الشبكات.[2]
4. لا يمكن لأجهزة الشبكة أن ترسل و تستقبل المعلومات في نفس الوقت. وهذا ما يسمى ب half duplex